# Nguyễn Xuân Tiếu
Nguyễn Xuân Tiếu (? – ?) là một chính khánh người Việt Nam trong thời kì Chiến tranh thế giới lần thứ 2. Theo một số tài liệu, ông là chủ tịch của Đại Việt Quốc gia Xã hội Đảng, là chủ tịch ban chấp hành trung ương của Đại Việt Quốc gia Liên minh và Đại Việt Quốc gia Cách mệnh Ủy viên Hội có đường lối thân Nhật chống Pháp. Tuy vậy thì ông lại không có bất cứ một thông tin nào về tiểu sử cũng như quá trình hoạt động chính trị của mình.

## Hoạt động chính trị
Năm 1936, ông thành lập Đại Việt Quốc gia Xã hội Đảng theo chủ nghĩa quốc xã và chủ nghĩa dân tộc, lấy ý tưởng từ Hiến binh Nhật. Ông làm Chủ tịch đảng này từ 1936 đến khi Đảng bị giải thể vào năm 1945.
Đầu những năm 1944 được sự hỗ trợ của Đế quốc Nhật Bản, Nguyễn Xuân Tiếu cùng Quốc xã Đảng thành lập một tổ chức liên minh các đảng phái chủ trương dựa vào thế lực Nhật để chống lại chính quyền thực dân Pháp. Tổ chức này lấy tên là Đại Việt Quốc gia Liên minh, với nòng cốt là Đại Việt Quốc xã Đảng liên minh với các đảng khác như Đại Việt Dân chính Đảng (lãnh tụ Nguyễn Tường Tam) và Đại Việt Duy dân Cách mệnh Đảng (lãnh tụ Lý Đông A), do Nguyễn Xuân Tiếu làm Chủ tịch.
Khi Nhật đảo chính Pháp vào ngày 9 tháng 3 năm 1945 thì Đại Việt Quốc gia Liên minh đứng ra lập Ủy ban Chính trị Bắc Kỳ; sau đó, ngày 11 tháng 3 năm 1945, Đại Việt Quốc gia Cách mệnh Ủy viên hội cũng được Đại Việt Quốc gia Liên minh thành lập với mục đích sẽ trở thành một chính phủ lâm thời để tiếp quản quyền điều hành từ tay người Nhật
. Tiếu được chọn làm chủ tịch của tổ chức này.
Tuy nhiên, bấy giờ Đế quốc Nhật Bản đã chọn giải pháp duy trì thể chế quân chủ của triều đình Huế. Ngày 17 tháng 4 năm 1945, Chính phủ Trần Trọng Kim được thành lập và được Nhật Bản công nhận trên danh nghĩa là chính phủ của nước Việt Nam độc lập và thống nhất. Với sự thừa nhận chính phủ Trần Trọng Kim của người Nhật, Đại Việt Quốc gia Cách mệnh Ủy viên hội mất đi ý nghĩa thành lập và tan rã.
Sau khi hai Đại Việt Quốc gia Cách mệnh Uỷ viên hội tan rã, ông tiếp tục lãnh đạo Đảng quốc xã và hỗ trợ cho thủ tướng Trần Trọng Kim trong việc trị quốc. Khi Cách mạng tháng 8 nổ ra, chính phủ Kim nhanh chóng sụp đổ, Đảng quốc xã cũng bị Việt Minh giải thể từ đó ông cũng biến mất khỏi chính trường.